# Maria Kalaniemi
Maria Kalaniemi (ur. 27 maja 1964) – fińska akordeonistka grająca na akordeonie guzikowym, absolwentka i wykładowczyni Wydziale Muzyki Folkowej Akademii Sibeliusa. W swojej muzyce sięga do muzyki folkowej oraz muzyki poważnej.

## Życiorys
Maria Kalaniemi rozpoczęła grę na akordeonie w wieku lat pięciu. Kolejne jedenaście lat spędziła poznając muzykę klasyczną, odnajdując i pogłębiając przy tym zainteresowanie muzyką folkową. W 1983 roku wstąpiła na nowo otwarty Wydział Muzyki Folkowej Akademii Sibeliusa. W tym samym roku zaangażowała w działalność w zespole Niekku. W 1989 opuściła zespół i wyjechała do Francji, by tam przez krótki czas uczyć się pod okiem akordeonisty Marcela Azzoli. W 1990 roku ukończyła Akademię Sibeliusa. W 1995 roku założyła zespół Aldargaz (razem z nią w zespole byli Timo Alakotila, Arto Järvelä, Olli Varis, Tapani Varis i Petri Hakala). Od tego czasu jeszcze bardziej zaangażowała się w komponowanie i nagrywanie, dotychczas poświęcała się głównie prowadzeniu zajęć na uczelni. W kolejnych latach nawiązała współpracę z licznymi zespołami i artystami, w tym brała udział w fińsko-szwedzkim projekcie Ramunder czy Accordion Tribe (razem z Bratko Bibičem (Słowenia), Larsem Hollmerem (Szwecja), Guyem Klucevsekiem (Stany Zjednoczone/Słowenia) and Otto Lechnerem (Austria)).

## Dyskografia
- Kultaisen Harmonikan Voittaja (1984)
- Niekku − Niekku (1987)
- Niekku − Niekku 2 (1988)
- Niekku − Niekku 3 (1989)
- Maria Kalaniemi (1992)
- Masters of Folk Accordion (1992)
- Maria Kalaniemi, Aldargaz − Iho (1995)
- Helsinki Melodeon Ladies − Helsingin kaksrivisnaiset (1995)
- Accordion Tribe − Accordion Tribe (1998)
- Maria Kalaniemi, Heikki Laitinen, Anna-Kaisa Liedes − Pidot (1999)
- Maria Kalaniemi, Aldargaz − Ahma (1999)
- Maria Kalaniemi, Marianne Maans, Olli Varis (Ramunder) − I Ramunders Fotspår (2000)
- Maria Kalaniemi, Sven Ahlbäck − Ilmajousi / Luftstråk (2001)
- Maria Kalaniemi, Timo Alakotila − Ambra (2001)
- Accordion Tribe − Sea of reeds (2002)
- Maria Kalaniemi, Rax Rinnekangas, Pekka Hako − Finlandia (2003)
- Viimeinen Maa "The Last Land" (2003)
- Maria Kalaniemi, Tango-orkesteri Unto − Finnish tango (2003)
- Maria Kalaniemi, Jorma Hynninen − Kyllä tukkipoika tunnetaan (2004)
- Musiikkia näytelmään: Niskavuoren nuori emäntä (2004)
- Maria Kalaniemi Trio − Tokyo concert (2004)
- Bellow poetry (2005)
- Accorion Tribe − Longhorn Twist (2006)
- Vilda Rosor (2010)
- Maria Kalaniemi, Timo Alakotila − Åkerö (2011)